# Mazars
Mazars (рус. Мазар) — объединённая международная партнерская сеть, которая предоставляет услуги в сфере аудита, бухгалтерского учета, консалтинга, налогового и юридического сопровождения. Присутствуя более чем в 90 странах и территориях, компания опирается на опыт 40 400 специалистов – 24 400 в рамках интегрированного партнерства Mazars и 16 000 в Mazars North America Alliance – для предоставления поддержки клиентам любого размера на каждом этапе развития. Mazars объединяет более 40 400 специалистов в 91 стране мира. Головной офис компании находится во Франции, в Париже, в деловом квартале Ла-Дефанс. Mazars является одним из основателей международного альянса независимых бухгалтерских и аудиторских фирм Praxity.
Совокупный оборот компании по итогам отчётного периода на январь 2020 года составил € 1,8 млрд.

## История
Компания Mazars основана Робертом Мазаром в 1945 году во Франции, г. Руан. До 1980-х годов Mazars работала как локальная аудиторская фирма, но с приходом на должность CEO Патрика де Камбура начала расширяться и вскоре вышла на международный рынок, зарекомендовав себя на рынке аудита и аутсорсинга бухгалтерского учёта.
Сегодня[когда?] Mazars имеет в своем распоряжении 40 400 профессионалов в 91 стране мира.

### Ключевые события в истории
- 1945 год: Робер Мазар открывает бухгалтерское дело недалеко от города Руан на Западе Франции.
- 1965: 1 января создается общество с ограниченной ответственностью «Кабинет Робера Мазара».
- 1973: Аудиторская команда «Кабинета Робера Мазара» переносит свою деятельность в Париж.
- 1975: Mazars открывает первые офисы за пределами Франции в Германии и Испании.
- 1983: Робер Мазар уходит с поста руководителя. Директором компании становится Патрик де Камбур.
- 1995: Mazars осуществляет слияние с фирмой Guérard Viala. В ходе слияния создается партнёрство Mazars CARL, которое позволяет партнёрам двух компаний на равных правах взаимодействовать в развитии новой организации.
- 1998: Mazars осуществляет слияние с фирмой Neville Russell, одной из ведущих бухгалтерских фирм в Великобритании.[источник не указан 1451 день]
- 1999: Mazars & Guérard продолжают деятельность под брендом Mazars.
- 2000 год: Mazars осуществляет слияние с голландской фирмой Paardekooper Hoffman. Таким образом, открыв офисы в большинстве европейских стран, Mazars становится международной компанией. За пределами Европы, Mazars также работает в Латинской Америке (Бразилия), Китае и ряде африканских стран. Компания также имеет фирмы-корреспонденты во многих других странах.[источник не указан 1451 день]
- 2003-2007: Mazars продолжает проникновение в другие страны, открывая новые офисы в Восточной Европе (в том числе, в России), Индии, Азиатско-Тихоокеанском регионе, Латинской Америке (Мексика, Аргентина, Венесуэла, Чили), Южной Африке и на Ближнем Востоке.[источник не указан 1451 день]
- 2007: Mazars становится одним из основателей альянса Praxity[1], который объединяет более 64 независимых фирм в 103 странах.
- 2011: Группа Mazars подтверждает свою приверженность Стратегии Социальной ответственности, став членом Глобального договора ООН[2].
- 2013: Mazars имеет офисы в 72 странах и может вести работу ещё в 14 странах посредством заключённых соглашений и имеющихся представительств[3].
- 2014: Mazars имеет офисы в 73 странах. Более 14 000 профессионалов работают на компанию по всему миру.
- 2015: К международному интегрированному партнёрству Mazars присоединяется немецкая компания. Теперь Mazars входит в Топ-10 компаний в Германии в своей отрасли[4][5].
- 2016: Группа Mazars завершила слияние с китайской аудиторской фирмой ZhongShen ZhongHuan[6], тем самым став организацией, оказывающей полный спектр консалтинговых услуг с возможностью обслуживания клиентов в 77 странах. Слияние дало возможность объединить более 1 800 специалистов, в том числе, 83 партнера из 15 офисов по всей материковой части Китая[источник не указан 1451 день].

## Mazars в России и СНГ
Mazars в России предоставляет услуги в сфере аудита, бухгалтерского учета, консалтинга, налогового и юридического сопровождения. Сегодня в офисах Mazars в Санкт-Петербурге и Москве и Тольятти 250 экспертов. Mazars также имеет офисы в Бишкеке (Кыргызстан), Ташкенте (Узбекистан) и выполняет проекты в других регионах России и в ряде стран СНГ.
В 2019 году компания Mazars вошла во 2-ю группу компаний в международном рейтинге World Transfer Pricing (International Tax Review). Компания Mazars заняла 13 место в рейтинге, опубликованном RAEX в 2018 году.
В 2022 году Mazars объявила об изменениях в структуре управления: российская практика продолжит работать под брендом «Мариллион» как независимая компания, которую возглавит локальная управляющая команда.

### Ключевые события в истории
- 1995: Mazars начала свою деятельность в России под названием «Вета-Мазар», в результате слияния с российским аудиторским агентством «Вета».
- 2009: «Вета-Мазар» продолжает деятельность под брендом «Mazars».
- 2010: Московский офис Mazars отмечает 15 лет развития компании в России.
- 2011: Mazars открыла офис в Санкт-Петербурге.
- 2015: За 10 лет компания Mazars в России увеличила в 10 раз свою прибыль, и более чем в 10 раз выросла по численности персонала.[источник не указан 1451 день]
- 2016: Mazars в России вошла во вторую группу компаний в международном рейтинге (International Tax Review).[источник не указан 1451 день]
- 2017: На смену Флоранс Пино пришёл новый управляющий партнер — Сильвэйн Фреон.[источник не указан 1451 день]
- 2019: Mazars открыла новую сервисную линию — Mazars Labs. Команда предоставляет консалтинговые услуги в области инновационных технологий для бизнеса.[источник не указан 1451 день]
- 2020: Mazars открывает офис в Ташкенте (Узбекистан).[источник не указан 1451 день]

Mazars в России является членом следующих профессиональных организаций: Франко-российская торгово-промышленная палата (ССИФР), Ассоциация европейского бизнеса в Российской Федерации (АЕБ), Санкт-Петербургская международная бизнес-ассоциация на Северо-Западе (СПИБА), Московская аудиторская палата (МоАП).